# جي وو
جي وو (بالكورية: 지우)‏ هي ممثلة كورية جنوبية، ولدت في 25 نوفمبر 1997 في كوريا الجنوبية.

## فيلموغرافيا

### مسلسلات تلفزيونية
| عام       | عنوان                          | الدور                    | ملاحظة     | Ref.   |
| --------- | ------------------------------ | ------------------------ | ---------- | ------ |
| 2010      | زهرة اليقطين النقية            | جزء بت                   |            | [ 5 ]  |
| 2011      | حرب الورود                     | بارك جون-هي              |            | [ 6 ]  |
| 2013      | الحب النقي                     | جونغ سون-جونغ            |            | [ 7 ]  |
| 2014      | جيل ملهم                       | كيم اوك-ريون (الشاب)     |            | [ 8 ]  |
| 2014      | أنتم محاصرين                   | اوهسو -سو (الشاب)        |            | [ 9 ]  |
| 2017      | ثلاثة ألوان الخيال – نجم الكون | كيم هانا / بيول          |            | [ 10 ] |
| 2017      | مرحبًا يا عشرينياتي!            | يو اون-جاي               |            | [ 11 ] |
| 2021      | بيع منزلك المسكون              | باي سو-جونغ              | ظهور خاص   | [ 12 ] |
| 2022–2023 | المستجيبون الأوائل             | بانغ ان-ها               | الموسم 1–2 | [ 13 ] |
| 2024      | أغنية حب للوهم                 | الأميرة المتوجة جيوم هوا |            | [ 14 ] |

### مسلسلات ويب
| عام  | عنوان           | الدور    | المراجع |
| ---- | --------------- | -------- | ------- |
| 2023 | مخلوق جيونغسونغ | ميونغ-جا | [ 13 ]  |

## وصلات خارجية
- جي وو على موقع IMDb (الإنجليزية)
- جي وو على موقع قاعدة بيانات الفيلم (الإنجليزية)
- جي وو على موقع كينوبويسك (الروسية)